# ارشد ندیم
ارشد ندیم (اردو: ارشد ندیم؛ زادهٔ ۲ ژانویهٔ ۱۹۹۷) پرتاب‌گر نیزه اهل پاکستان است.
وی در مسابقات کشوری و بین‌المللی در مجموع برندهٔ ۴ مدال طلا، ۱ مدال نقره و ۴مدال برنز شده است.